# Historien des Herodot

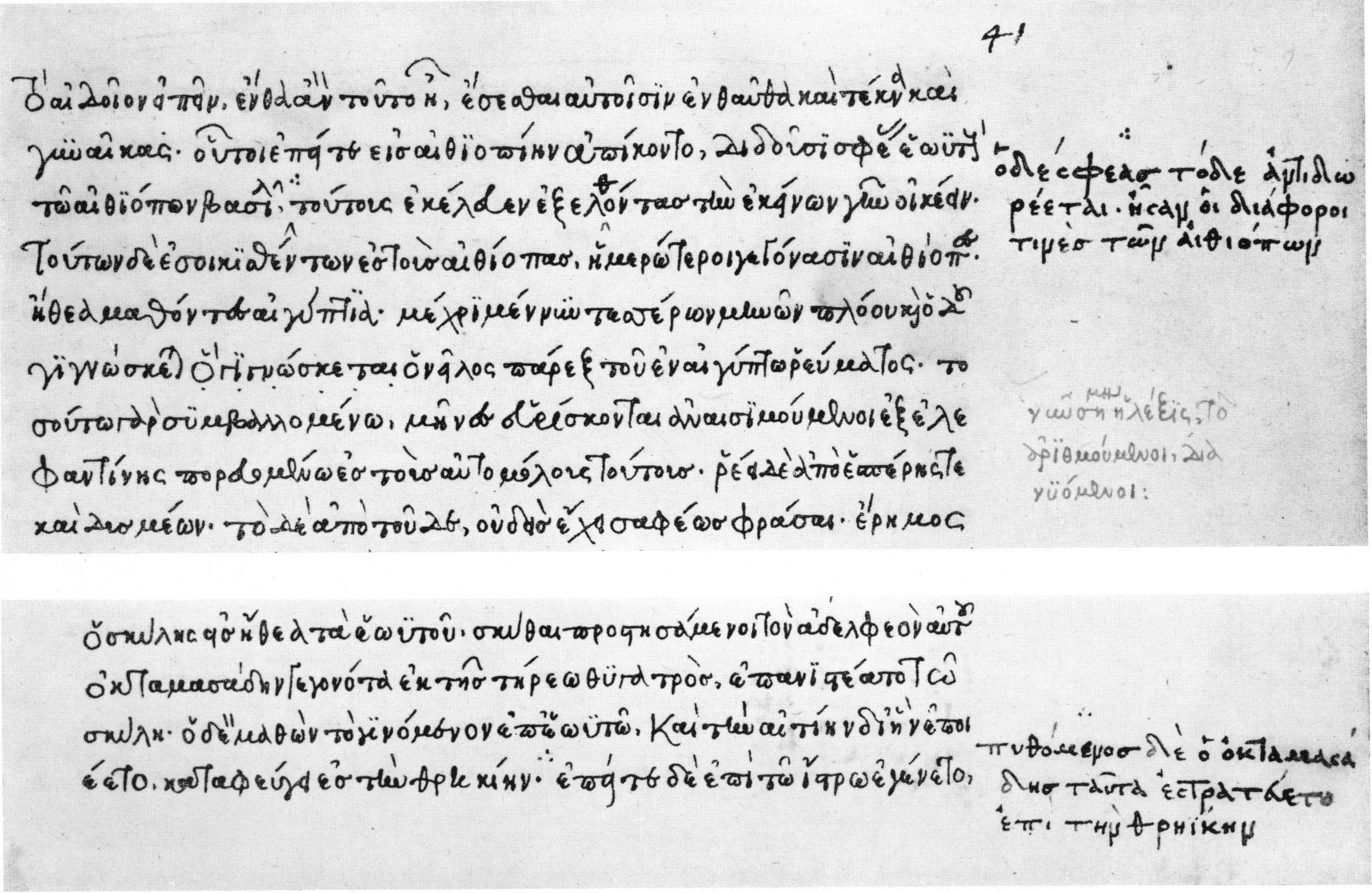
Herodots Historien in einer Handschrift mit eigenhändigen Korrekturen des Humanisten Lorenzo Valla am Rand. Rom, Biblioteca Apostolica Vaticana, Vat. Gr. 122, fol. 41r und 122r (frühes 15. Jahrhundert)

Die Historien (altgriechisch ἱστορίαι historíai, deutsch ‚Erkundungen‘, ‚Erkundigungen‘) sind das einzige erhaltene Werk des griechischen Schriftstellers Herodot. Das um 430 v. Chr. verfasste Geschichtswerk wird seit hellenistischer Zeit in neun Bücher eingeteilt, die wiederum nach den neun Musen benannt sind. Es bietet einen Überblick über die historischen Vorgänge der Jahre von etwa 700 bis 479 v. Chr., stellt also einen Zeitraum von etwa 220 Jahren dar. Hauptbezugspunkt der Darstellung sind die Perserkriege am Ende dieses Zeitraums, die für den weiteren Verlauf der griechischen Antike von entscheidender Bedeutung waren.

## Inhalt der Historien des Herodot
Die inhaltliche Gliederung mit Angabe der Abschnittsnummern folgt der unten zitierten Tusculum-Ausgabe von Feix 2001. Die Grundstruktur der Historien wird durch die achämenidischen Großkönige Kyros II., Kambyses II., Dareios I. und Xerxes und ihre Taten und Feldzüge vorgegeben, also durch die historische Königsfolge der „Feinde“ oder „Barbaren“, nicht durch griechische Persönlichkeiten oder Begebenheiten. Von dieser Grundstruktur weicht der Vorspann im Buch 1 über die Lyder und ihren König Kroisos ab und das ganze Buch 2, das dem Land Ägypten und seiner Geschichte gewidmet ist. (Allerdings dient das Buch 2 als Vorbereitung auf die Darstellung der Eroberung Ägyptens durch Kambyses in Buch 3 und ordnet sich somit in den Kambyses-Abschnitt des Gesamtwerks durchaus logisch ein.)

### Buch 1 – Die Lyder und Kroisos. Kyros: Unterwerfung von Kleinasien, Babylonien und der Massageten
- Zielsetzung des Gesamtwerks (1)

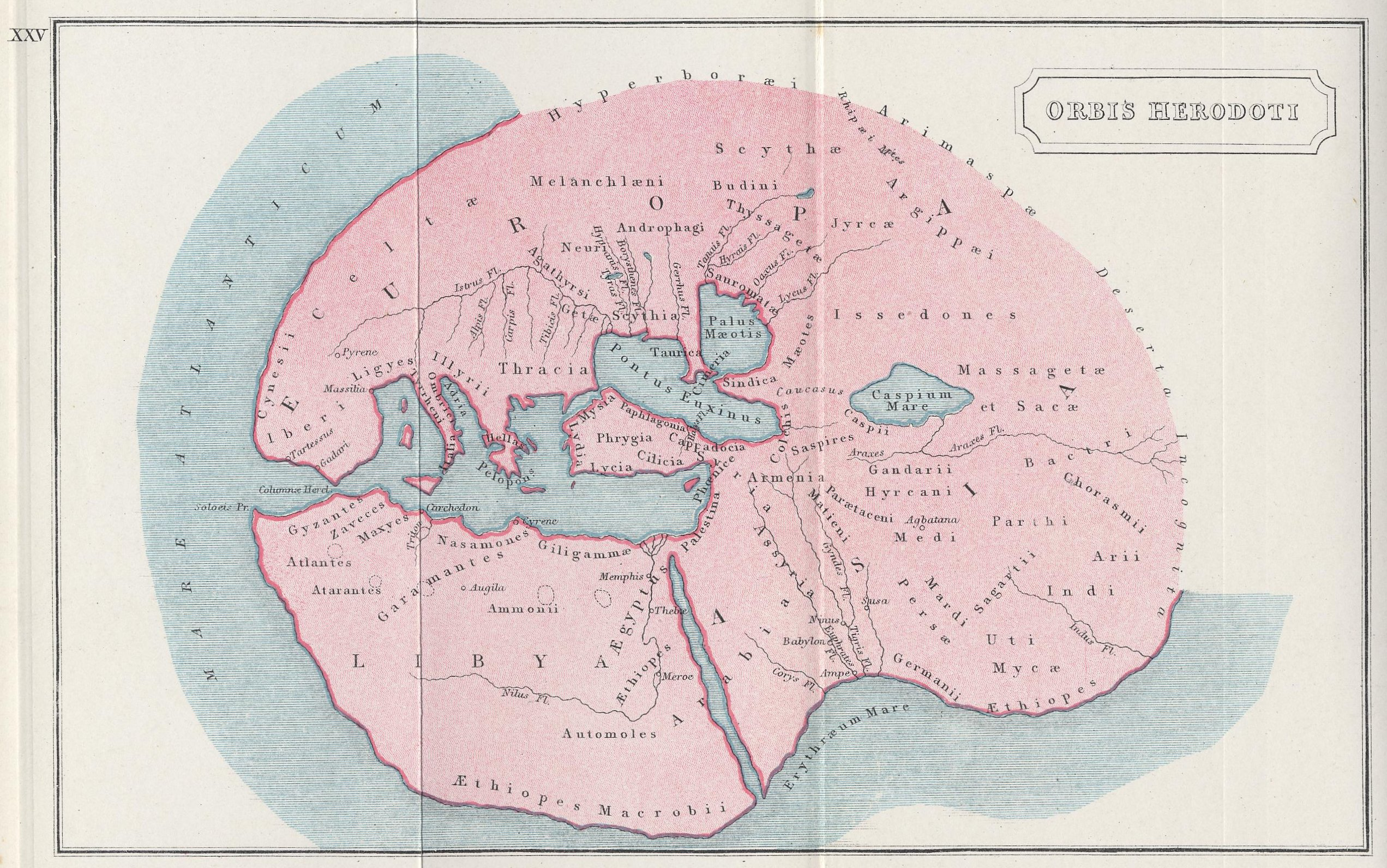
Moderne Karte der „Welt“ Herodots von Samuel Butler, 1907.

- Einleitung: Griechen und Barbaren in mythischer Zeit (1–5)
- Die Lyder und Kroisos (6–94)
  - Älteste Geschichte der Lyder (7–25)
  - Kroisos (26–94)
    - Kroisos und Solon (26–33)
    - Kroisos und Adrastos (34–45)
    - Kroisos und die Orakel (46–55)
    - Kroisos und die Griechen (56–70)
    - Kroisos und Kyros (71–94)
- Entstehung des Persischen Reichs und Kyros II. (95–216)
  - Jugend des Kyros (95–122)
  - Abfall der Perser von den Medern (122–140)
    - Exkurs: Sitten der Perser (131–140)

  - Unterwerfung Kleinasiens (141–176)
    - Griechische Städte in Kleinasien (141–151)
    - Aufstand und Unterwerfung der Lyder (152–161)
    - Unterwerfung Kleinasiens durch Harpagos (162–176)

  - Unterwerfung der Babylonier (177–200)
    - Babylon (178–187)
    - Eroberung Babylons (188–191)
    - Das Land Babylon und seine Sitten (192–200)

  - Feldzug gegen die Massageten (201–216)
    - Landesbeschreibung (201–216)
    - Feldzug und Tod des Kyros (205–214)
    - Sitten der Massageten (215–216)

### Buch 2 – Das Land Ägypten und seine Geschichte
- Landesbeschreibung Ägyptens (2–34)
- Sittenbeschreibung Ägyptens (35–98)
- Geschichte Ägyptens (99–182)
  - Die ersten fünf Könige (99–123)
  - Die Pyramidenbauer (124–136)
  - Fremdherrschaft. Zwölf Könige (137–151)
  - Psammetichos und seine Nachfolger (151–161)
  - Amasis (162–182)

### Buch 3 – Kambyses: Feldzüge gegen Ägypten und andere Länder. Beginn der Dareios-Herrschaft
- Eroberung Ägyptens durch Kambyses II. (1–16)
- Feldzug gegen die Äthiopier und Ammonier (17–30)
- Religionsfrevel und Wahnsinn des Kambyses (31–38)
- Krieg zwischen Sparta und Samos. Polykrates (39–60)
- Die Mager. Tod des Kambyses. Machtergreifung des Dareios I. nach einer Verfassungsdebatte (61–87)
- Ordnung im Reichsinneren (88–160)
  - Einteilung des Persischen Reiches in Satrapien (88–117)
  - Intaphrenes und Oroites (118–128)
  - Demokedes (129–138)
  - Syloson. Eroberung von Samos (139–149)
  - Babylonischer Aufstand (150–160)

### Buch 4 – Dareios: Skythenfeldzug. Feldzug gegen Libyen
- Der Skythenfeldzug (1–144)
  - Gründe des Dareios I. für den Feldzug (1–4)
  - Älteste Geschichte der Skythen (5–15)
  - Die Völker nördlich der Skythen (16–36)
  - Die Gestalt der Erde (37–45)
  - Flüsse im Skythenland (46–58)
  - Sitten und Gebräuche der Skythen (59–82)
  - Der Feldzug des Dareios gegen die Skythen (83–144)
- Zug des Aryandes gegen Libyen und Kyrene (145–205)
  - Vorgeschichte (145–156)
  - Gründung Kyrenes (157–167)
  - Beschreibung Libyens (168–199)
  - Eroberung von Barke (200–205)

### Buch 5 – Dareios: Der ionische Aufstand
- Feldzug des Megabyzos (des Älteren) gegen Thrakien und Makedonien (1–22)
- Der ionische Aufstand (23–126)
  - Gründe für den Aufstand. Histiaios und Aristagoras (23–38)
  - Die Söhne des Anaxandrides (39–48)
  - Anaxagoras in Sparta (49–51)
  - Der Weg nach Susa (52–54)
  - Bündnis der Ionier mit Athen (55–95)
    - Vertreibung der Peisistratiden (55–65)
    - Kleisthenes und Isagoras (66–73)
    - Kleomenes (74–76)
    - Athen und Ägina (77–90)
    - Hippias in Sparta. Tyrannis in Korinth (91–95)

  - Kämpfe um Sigeion (96–97)
  - Feldzug der Verbündeten. Zerstörung von Sardes (98–103)
  - Abfall und Unterwerfung von Zypern (104–115)
  - Niederlage der Ionier. Tod des Aristagoras (116–126)

### Buch 6 – Dareios: Ende des ionischen Aufstands. Feldzüge gegen Griechenland
- Ende des ionischen Aufstands (1–42)
  - Histiaios (1–30)
    - Flucht des Histiaios (1–5)
    - Belagerung Milets (6–25)
    - Ende des Histiaios (26–30)

  - Unterwerfung der Inseln und Städte am Hellespont (31–42)
- Feldzug des Mardonios gegen Griechenland (43–45)
- Feldzug des Datis und Artaphernes gegen Griechenland (46–140)
  - Thasos (46–47)
  - Die Zustände in Griechenland (48–93)
  - Zug der Perser über die Inseln und Eretria nach Marathon (94–102)
  - Schlacht bei Marathon (103–131)

### Buch 7 – Xerxes: Feldzug gegen Griechenland
- Der Tod des Dareios. Machtübernahme des Xerxes (1–4)
- Feldzug des Xerxes gegen Griechenland (Teil I)
  - Reichsrat (5–19)
  - Vorbereitungen am Athos und Hellespont (20–25)
  - Zug des Heeres bis Sardes (26–36)
  - Schiffbrücken über den Hellespont (37–58)
  - Musterung und Zählung des Heeres (59–100)
  - Xerxes und Demaratos (101–105)
  - Zug durch Thrakien und Makedonien bis Therme (106–127)
  - Xerxes am Peneios (128–130)
  - Die Maßnahmen der Griechen (131–170)
  - Xerxes’ Feldzug durch Thessalien (171–200)
  - Feldzug des Xerxes bis zur Schlacht bei den Thermopylen (Perserkriege) (201–239)

### Buch 8 – Xerxes: Fortsetzung der Feldzüge gegen Griechenland
- Feldzug des Xerxes gegen Griechenland (Teil II) (1–129)
  - Schlacht bei Artemision (1–22)
  - Weitermarsch des persischen Heeres. Einnahme von Athen (23–55)
  - Die Schlacht von Salamis (56–96)
  - Rückzug der Perser (97–129)
- Feldzug des Mardonios (Teil I) (130–144)
  - Rüstungen der Griechen zur See (130–132)
  - Verhandlungen des Mardonios mit Athen (133–144)

### Buch 9 – Xerxes: Mardonios-Feldzug. Schlacht bei Plataiai. Vernichtung der persischen Flotte
- Feldzug des Mardonios (Teil II) (1–98)
  - Einfall in Attika und Rückzug nach Boiotien (1–18)
  - Schlacht von Plataiai. Befreiung Griechenlands (19–98)
- Vernichtung der persischen Flotte und Befreiung Ioniens (99–121)
  - Schlacht bei Mykale (99–106)
  - Flucht der Perser (107–113)
  - Eroberung von Sestos durch die Griechen (114–121)
- Charakteristik der Perser (122)

## Belletristische Bezugnahme
In Michael Ondaatjes Roman Der englische Patient (1992) sind Herodots Historien in mehrerer Hinsicht bedeutsam. Die Titelfigur, ein ungarischer Sahara-Forscher, trägt auf seinen Expeditionen ein Exemplar des Buches, das er als Geschichtsressource, aber auch als Kollektaneenbuch nutzt, immer bei sich. Die im ersten Band der Historien enthaltene Erzählung über Kandaules und Gyges ist einer der zentralen intertextuellen Bezugspunkte von Ondaatjes Roman.

## Ausgaben und Übersetzungen
- Carolus Hude: Herodoti Historiae. Recognovit brevique adnotatione critica instruxit. 3. Auflage. 2 Bände, Oxford 1927 (mit Nachdrucken).
- Herodot: Historien. Zwei Bände. Griechisch–deutsch. Herausgegeben von Josef Feix (Sammlung Tusculum). 7. Auflage. Akademie-Verlag, Berlin 2011, ISBN 978-3-05-005379-0.
- Herodot: Historien. Deutsche Gesamtausgabe. Neu übersetzt, herausgegeben und erläutert von Heinz-Günther Nesselrath. 5., vollkommen neu bearbeitete Auflage. Kröner, Stuttgart 2017, ISBN 978-3-520-22405-7.